# Lijst van Siphonopidae
Onderstaand een lijst van alle soorten wormsalamanders uit de familie Siphonopidae. De lijst is gebaseerd op Amphibian Species of the World.
- Brasilotyphlus braziliensis
- Brasilotyphlus guarantanus
- Caecilita iwokramae
- Luetkenotyphlus brasiliensis
- Microcaecilia albiceps
- Microcaecilia grandis
- Microcaecilia iyob
- Microcaecilia rabei
- Microcaecilia rochai
- Microcaecilia supernumeraria
- Microcaecilia taylori
- Microcaecilia trombetas
- Microcaecilia unicolor
- Mimosiphonops reinhardti
- Mimosiphonops vermiculatus
- Parvicaecilia nicefori
- Parvicaecilia pricei
- Siphonops annulatus
- Siphonops hardyi
- Siphonops insulanus
- Siphonops leucoderus
- Siphonops paulensis